# Protoporphyrie érythropoïétique
 Mise en garde médicale
La protoporphyrie érythropoïétique est une maladie génétique rare qui consiste en une production excessive, à partir de la moelle osseuse, de protoporphyrine qui vient s’accumuler dans diverses parties de l’organisme, en particulier dans les globules rouge du sang, dans le foie et dans la peau, laquelle devient hypersensible à la lumière. Cette allergie provoque de violentes douleurs cutanées et de graves érythèmes. Elle contraint les malades qui en sont atteints à vivre dans une quasi-obscurité.
Même si on progresse dans la compréhension des facteurs génétiques de la maladie, on ne dispose d’aucun traitement pour la guérir.
Apparu dans le roman au XIXe siècle, le personnage du vampire, qui ne supporte pas la lumière du jour et a recours à des « transfusions sanguines » pour pallier son anémie récidivante, semble souffrir de protoporphyrie érythropoïétique. Des chercheurs s’interrogent sur cette troublante coïncidence,.

## Description
Les premiers symptômes apparaissent généralement dès l'enfance. La maladie se manifeste par une douleur intense au niveau de la peau, peu après une exposition au soleil, même brève. Cette douleur peut persister plusieurs heures, voire plusieurs jours. Elle s’accompagne d'un œdème (gonflement) local et/ou d'une rougeur (érythème), pouvant aller jusqu'à des « cloques douloureuses et défigurantes » sur le visage.
Quand la maladie s'accompagne d'une production insuffisante de globules rouges et donc d’hémoglobine cela génère une anémie caractérisée notamment par une fatigue anormale, un teint très pâle et un essoufflement rapide lors d’efforts.
Dans de rares cas on peut constater une atteinte du foie avec insuffisance hépatocellulaire pouvant être grave,.
Étant donné l’évidence de ces symptômes, la maladie est aisée à suspecter, le diagnostic sera confirmé par une analyse sanguine, laquelle permet de mesurer le taux de protoporphyrine dans le sang, ainsi que, le cas échéant, le taux d’hémoglobine pour détecter une éventuelle anémie.

## Épidémiologie et transmission
La protoporphyrie érythropoïétique est clairement identifiée pour la première fois au début des années soixante.
La maladie touche autant les hommes que les femmes. La prévalence (fréquence) est comprise entre un cas pour 75 000 et un cas pour 200 000 personnes selon les régions du globe : elle est plus fréquente chez les Japonais que dans les populations noires. Elle touche une personne sur 150 000 dans la population de l’Europe de l’Ouest.
C’est une maladie génétique (héréditaire) à transmission autosomique dominante. Il existe une forme, beaucoup plus rare, à transmission autosomique récessive (c’est-à-dire génétique également mais avec des « porteurs sains »). Quand un parent est atteint par la maladie, le risque que sa progéniture le soit aussi est de 1/1000, quand les deux parents le sont, le risque est de 1/4.

## Traitement

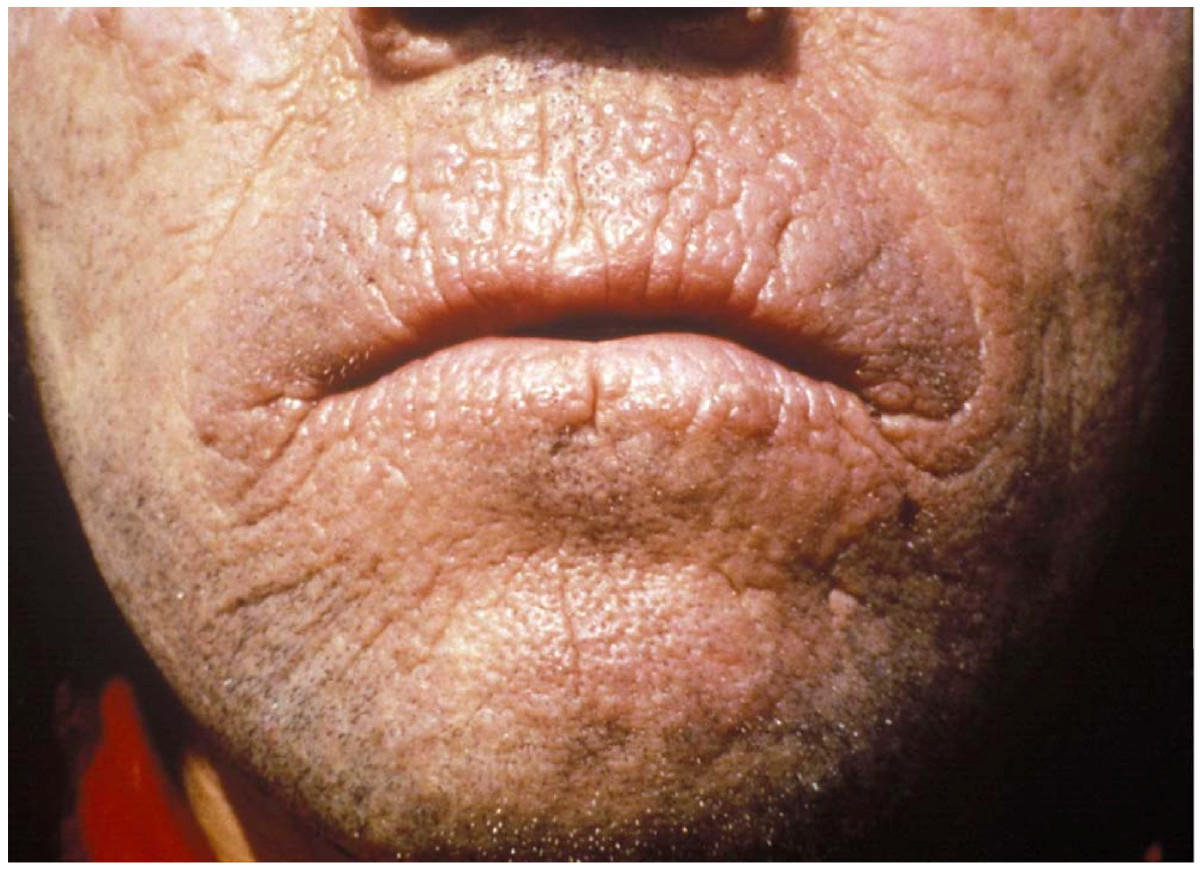
Lésions cutanées dues à la maladie.

Avant toute chose, naturellement, il faut protéger au maximum le sujet de la lumière, mettre des rideaux opaques aux fenêtres, utiliser des ampoules spéciales et sortir de préférence à la nuit tombée. En cas de sortie en journée, une photoprotection stricte est requise, par le port de vêtements, chaussures, gants et chapeaux très couvrants et opaques et l’utilisation de crèmes solaires dites « écran total » pour le visage.
Un traitement systématique au bêta-carotène permettrait de diminuer l'intensité des symptômes. Il donne un teint légèrement orangé. La preuve de son efficacité est faible. Elle semble variable selon les individus.
On peut aussi avoir recours à la photothérapie. Il s’agit d’une exposition,  aux rayons UVA (PUVA-thérapie) et UVB à spectre étroit. Elle doit être limitée, elle est effectuée en général trois fois par semaine pendant cinq semaines au printemps. Elle provoque un léger épaississement de la peau et développe une mélanogenèse (un bronzage) qui peut renforcer la résistance à l’exposition au soleil.
Toujours pour stimuler la mélanogenèse chez les malades, d’autres traitements sont en cours d’évaluation. Par exemple l'afamélanotide, analogue à l'alpha-melanocyte–stimulating hormone (α-MSH). Il existe aussi l’hémine et le titanium dioxide and bisoctrizole. Le Dersimelagon est un agoniste des récepteurs à la mélanocortine 1 donné par voie orale et semble être une piste de traitement.
La prise d’antihistaminiques (médicaments anti-allergies) est pertinente pour les malades chez lesquels le gonflement de la peau est important.
Pour ce qui est d’une éventuelle anémie divers traitements sont possibles. Dans les cas les plus sérieux une transfusion sanguine peut être envisagée.
Si une détérioration du fonctionnement hépatique est décelée à temps, des traitements ad hoc pour l’arrêter et la soigner existent. Dans les cas les plus graves une greffe du foie peut s’avérer nécessaire.

## Mécanisme
Il s'agit d'un déficit en ferrochélatase. Cette dernière permet la transformation de la protoporphyrine en hème. Une autre forme, plus rare, est due à une mutation du gène ALAS2, codant une acide aminolévulinique synthase, située sur le chromosome X humain.
La maladie provoque une accumulation de protoporphyrine qui va dans le foie et peut conduire à la destruction des cellules hépatique. La maladie peut également provoquer des complications vésiculaires (calculs). La protoporphyrine réagit à la lumière solaire en libérant des radicaux libres, expliquant les réactions douloureuses.

## Culture
- Dans la série Dr House (épisode 9 de la saison 3) une fillette est porteuse de la maladie.
- Dans Better Call Saul, la série dérivée de Breaking Bad, le frère de Saul, Chuck McGill, est atteint de ce type de porphyrie, ce dont doute le héros qui est enclin à penser qu'il s'agit d'un problème psychosomatique.
- Dans le film Les Autres[19], Grace (Nicole Kidman) s'est convaincue que ses deux enfants sont atteints de cette maladie. De ce fait, leur château – anglais et hanté comme il se doit – est maintenu dans l'obscurité par d'épais rideaux occultant les fenêtres. Obscurité propice à la prolifération de fantômes.
- D'une façon plus générale le mythe du vampire semble lié à la porphyrie[20]. Toute une littérature sur ce personnage aux canines hypertrophiées nait et se développe dans la deuxième partie du XIXe siècle, à l'époque où le docteur Anton Biermer découvre que l'inquiétante pâleur des personnes victimes d'anémie est due à une carence en globules rouges dans leur sang. Et que faire de ce « mauvais sang » si n'est en changer, ce à quoi s'attèle le chercheur James Blundell[21] ? Ainsi, du scientifique Biermer et ses confrères, au romancier, Stoker, père de Dracula et de la « vampire-mania » il n'y a qu'un pas... Car quelle meilleure transfusion que celle opérée directement du « producteur au consommateur » ? C’est à l’évidence la meilleure solution pour résoudre le problème de la coagulation pendant le temps nécessaire à la transfusion, auquel est confronté Blundell[22]. Et quelles meilleures seringues, dans ce genre de situations, que deux canines pointues pour perforer la carotide du donateur, parfois réticent ? Par ailleurs, comme chacun sait, les vampires prennent des mesures drastiques pour échapper aux rayons du soleil en se réfugiant avant l'aube dans des tombeaux... Abrités dans des cryptes, pour plus de sécurité. Donc, à n'en pas douter, les vampires sont atteints de protoporphyrie érythropoïétique[23],[4].